# 乙女 パスタに感動
「乙女 パスタに感動」（おとめ パスタにかんどう）は、タンポポの5枚目のシングル。2000年7月5日に発売された。

## 概要
石川梨華と加護亜依が加入して最初のシングル。
初回仕様特典にはトレーディングカード1枚が封入されている。
これまで発売されたシングルは12cmCDケース入り8cmCDであったが、本作から12cmCDのマキシシングルとなった。
テレビ東京系列『アイドルをさがせ!』のオープニングテーマ。

## 収録曲
全作詞・作曲：つんく
1. 乙女 パスタに感動 - (4:30)
編曲：永井ルイ
2. 私の顔 - (4:36)
編曲：前嶋康明
3. 乙女 パスタに感動 (Instrumental) - (4:30)

## 参加ミュージシャン
乙女 パスタに感動
- 全ての楽器&コーラス：永井ルイ
- コーラス：つんく・タンポポ

私の顔
- アコースティックピアノ&プログラミング：前嶋康明
- バイオリン：桑野聖・藤家泉子・大沼幸江
- チェロ：堀沢真己
- コーラス：タンポポ

## カバー
- Mylin - トリビュートアルバム『カバー・モーニング娘。ハロー!プロジェクト!』（2002年12月18日発売）に収録。
- スマイレージ - シングル「ショートカット」（2011年2月9日発売）通常盤のカップリング曲として収録。